# Shudder (servizio di streaming)
Shudder è un servizio in abbonamento video on demand basato su film e serie tv dell'orrore, thriller, soprannaturale e fantascienza gestito da AMC Networks.

## Distribuzione
Shudder è disponibile negli Stati Uniti, in Canada, nel Regno Unito e in Irlanda.
Shudder è disponibile su dispositivi mobili Android e Apple, dispositivi Amazon Fire, Android TV, PlayStation, Apple TV, Roku, Xbox One, Chromecast.

## Prodotti esclusivi
| Titolo                                                      | Data di distribuzione | Paese                            |
| ----------------------------------------------------------- | --------------------- | -------------------------------- |
| Beyond the Walls                                            | 20 ottobre 2016       |                                  |
| Therapy                                                     | 17 novembre 2016      | Francia                          |
| 31                                                          | 7 dicembre 2016       | Stati Uniti                      |
| The Corpse of Anna Fritz                                    | 2016                  | Spagna                           |
| Witching and Bitching                                       | 2016                  | Spagna                           |
| Shrew's Nest                                                | 8 dicembre 2016       | Spagna                           |
| Lake Bodom                                                  | 2016                  | Finlandia                        |
| Dearest Sister                                              | 26 gennaio 2017       | Laos                             |
| Sadako vs. Kayako                                           | 26 gennaio 2017       | Giappone                         |
| Blind Sun                                                   | 9 febbraio 2017       |                                  |
| Phantasm: Ravager                                           | 14 febbraio 2017      |                                  |
| We Go On                                                    | 2 febbraio 2017       | Stati Uniti                      |
| Always Shine                                                | 7 marzo 2017          |                                  |
| Prevenge                                                    | 24 marzo 2017         |                                  |
| Jordskott                                                   | 6 aprile 2017         |                                  |
| We Are the Flesh                                            | 20 aprile 2017        |                                  |
| Sweet, Sweet Lonely Girl                                    | 4 maggio 2017         | Stati Uniti                      |
| Lake Bodom                                                  | 18 maggio 2017        |                                  |
| Noroi: The Curse                                            | 1 giugno 2017         | Giappone                         |
| Among the Living                                            | 15 giugno 2017        |                                  |
| Show Pieces                                                 | 26 giugno 2017        |                                  |
| Kuso                                                        | 21 giugno 2017        | Stati Uniti                      |
| Sam Was Here                                                | 2017                  | Francia/Stati Uniti              |
| Small Town Killers                                          | 17 agosto 2017        | Danimarca                        |
| Neil Gaiman's Likely Stories                                | 31 agosto 2017        |                                  |
| Seoul Station                                               | 5 ottobre 2017        |                                  |
| Can't Take It Back                                          | 12 ottobre 2017       | Stati Uniti                      |
| Found Footage 3D                                            | 26 ottobre 2017       | Stati Uniti                      |
| Spookers                                                    | 26 ottobre 2017       | Australia/Nuova Zelanda          |
| Better Watch Out                                            | 7 dicembre 2017       |                                  |
| Black Lake                                                  | 21 dicembre 2017      |                                  |
| Don't Grow Up                                               | 11 gennaio 2018       | Francia/Spagna                   |
| Jordskott stagione 2                                        | 18 gennaio 2018       |                                  |
| Mayhem                                                      | 1 febbraio 2018       | Stati Uniti                      |
| Dead Shack                                                  | 15 febbraio 2018      | Canada                           |
| Last Ones Out                                               | 1 marzo 2018          | Sud Africa                       |
| Cold Hell                                                   | 15 marzo 2018         | Germania                         |
| Mon Mon Mon Monsters                                        | 29 marzo 2018         | Taiwan                           |
| Born to Kill                                                | 12 aprile 2018        |                                  |
| Downrange                                                   | 26 aprile 2018        | Stati Uniti                      |
| Still/Born                                                  | 10 maggio 2018        | Canada                           |
| The Noonday Witch                                           | 10 maggio 2018        | Repubblica Ceca                  |
| Sequence Break                                              | 24 maggio 2018        | Stati Uniti                      |
| Trepalium                                                   | 12 giugno 2018        |                                  |
| Ruin Me                                                     | 19 giugno 2018        | Stati Uniti                      |
| Todd and the Book of Pure Evil                              | 26 giugno 2018        |                                  |
| Supermax                                                    | 28 giugno 2018        |                                  |
| Channel Zero: Candle Cove                                   | 9 agosto 2018         |                                  |
| Ängelby                                                     | 23 agosto 2018        |                                  |
| Hell House LLC 2: The Abaddon Hotel                         | 20 settembre 2018     | Stati Uniti                      |
| All the Creatures Were Stirring                             | 13 dicembre 2018      |                                  |
| Cold Skin                                                   | 10 gennaio 2019       |                                  |
| Don't Leave Home                                            | 31 gennaio 2019       |                                  |
| Beast                                                       | 14 febbraio 2019      |                                  |
| The Crucifixion                                             | 14 febbraio 2019      |                                  |
| Puppet Master: The Littlest Reich                           | 7 marzo 2019          |                                  |
| Critters: A New Binge                                       | 21 marzo 2019         |                                  |
| Lizzie                                                      | 11 aprile 2019        |                                  |
| Monster Party                                               | 25 aprile 2019        |                                  |
| The Nightshifter                                            | 23 maggio 2019        | Brasile                          |
| Boar                                                        | 6 giugno 2019         | Australia                        |
| Incident in a Ghostland                                     | 15 agosto 2019        | Canada/Francia                   |
| Tigers Are Not Afraid                                       | 12 settembre 2019     | Messico                          |
| Hell House LLC III: Lake of Fire                            | 19 settembre 2019     | Stati Uniti                      |
| One Cut of the Dead                                         | 24 settembre 2019     | Giappone                         |
| The Furies                                                  | 3 ottobre 2019        |                                  |
| Haunt                                                       | 24 ottobre 2019       | Stati Uniti                      |
| Halloween Hootenanny                                        | 25 ottobre 2019       |                                  |
| Nightmare Cinema                                            | 2019                  | Stati Uniti                      |
| A Bluebird in My Heart                                      | 2019                  | Belgio/Francia                   |
| Trivisa                                                     | 2019                  | Hong Kong/Cina                   |
| The Beach House                                             | 9 luglio 2020         |                                  |
| Random Acts of Violence                                     | 20 agosto 2020        |                                  |
| Bliss                                                       | 2020                  | Stati Uniti                      |
| Confessional                                                | 2020                  | Stati Uniti                      |
| In Search of Darkness                                       | 2020                  | Regno Unito/Stati Uniti          |
| The Wind                                                    | 2020                  | Stati Uniti                      |
| Verotika                                                    | 2020                  | Stati Uniti                      |
| Beyond the Gates                                            | 2020                  | Stati Uniti                      |
| 32 Malasana Street                                          | 2020                  | Spagna                           |
| Daniel Isn't Real                                           | 2020                  | Stati Uniti                      |
| Blood Vessel                                                | 2020                  | Australia                        |
| Slaxx                                                       | 2021                  |                                  |
| The Pale Door                                               | 2021                  | Stati Uniti                      |
| The Dark and the Wicked                                     | 2021                  | Stati Uniti                      |
| The Power                                                   | 2021                  | Regno Unito                      |
| In Search of Darkness: Part II                              | 2021                  | Regno Unito/Stati Uniti          |
| Relic                                                       | 2021                  | Stati Uniti/Australia            |
| The Reckoning                                               | 2021                  | Regno Unito                      |
| Psycho Goreman                                              | 2021                  | Canada                           |
| The Amusement Park                                          | 2021                  | Stati Uniti                      |
| Possessor                                                   | 2021                  | Canada/Regno Unito               |
| The Toll                                                    | 2021                  | Canada                           |
| Jakob's Wife                                                | 2021                  | Stati Uniti                      |
| Mosquito State                                              | 2021                  | Polonia/Stati Uniti              |
| Seance                                                      | 2021                  | Stati Uniti/Regno Unito          |
| The Medium                                                  | 2021                  | Tailandia/Corea del Sud          |
| The Night                                                   | 2021                  | Iran/Stati Uniti                 |
| All the Creatures Were Stirring                             | 2021                  | Stati Uniti                      |
| For the Sake of Vicious                                     | 2022                  | Canada                           |
| Woodlands Dark and Days Bewitched: A History of Folk Horror | 2022                  | Stati Uniti                      |
| Boris Karloff: The Man Behind the Monster                   | 2022                  | Regno Unito                      |
| The Scary of Sixty-First                                    | 2022                  | Stati Uniti                      |
| The Bunker Game                                             | 2022                  | Italia/Francia                   |
| The Spine of Night                                          | 2022                  | Stati Uniti                      |
| You Might Be the Killer                                     | 2022                  | Stati Uniti                      |
| A Banquet                                                   | 2022                  | Regno Unito                      |
| Offseason                                                   | 2022                  | Stati Uniti                      |
| The Long Night                                              | 2022                  | Stati Uniti                      |
| This Is GWAR                                                | 2022                  | Stati Uniti                      |
| On the 3rd Day                                              | 2022                  | Argentina                        |
| The Reef: Stalked                                           | 2022                  | Australia                        |
| Allegoria                                                   | 2022                  | Stati Uniti                      |
| The Innocents                                               | 2022                  | Norvegia                         |
| So Vam                                                      | 2022                  | Australia                        |
| Watcher                                                     | 2022                  | Stati Uniti                      |
| Resurrection                                                | 2022                  | Stati Uniti                      |
| She Will                                                    | 2022                  | Regno Unito                      |
| Flux Gourmet                                                | 2022                  | Regno Unito/Stati Uniti          |
| Slash/Back                                                  | 2022                  | Canada                           |
| The Apology                                                 | 2022                  | Stati Uniti                      |
| The Lair                                                    | 2023                  | Regno Unito/Stati Uniti/Ungheria |
| Nocebo                                                      | 2023                  | Irlanda/Filippine                |
| The Witch: Part 2. The Other One                            | 2023                  | Corea del Sud                    |
| Kids vs. Aliens                                             | 2023                  | Stati Uniti                      |
| Huesera: The Bone Woman                                     | 2023                  | Messico/Perù                     |
| Consecration                                                | 2023                  | Stati Uniti                      |
| Unwelcome                                                   | 2023                  | Irlanda/Regno Unito              |
| Children of the Corn                                        | 2023                  | Stati Uniti                      |
| The Angry Black Girl and Her Monster                        | 2023                  | Stati Uniti                      |
| Hell House LLC Origins: The Carmichael Manor                | 2023                  | Stati Uniti                      |
| It's a Wonderful Knife                                      | 2023                  | Stati Uniti                      |
| When Evil Lurks                                             | 2023                  | Argentina                        |
| Suitable Flesh                                              | 2024                  | Stati Uniti                      |
| Skeletons in the Closet                                     | 2024                  | Stati Uniti                      |
| Satanic Hispanics                                           | 2024                  | Stati Uniti                      |
| Baghead                                                     | 2024                  | Germania/Regno Unito             |
| Exhuma                                                      | 2024                  | Corea del Sud                    |
| Arcadian                                                    | 2024                  | Stati Uniti/Irlanda/Canada       |
| Humane                                                      | 2024                  | Canada/Stati Uniti               |
| Dancing Village: The Curse Begins                           | 2024                  | Indonesia                        |
| The Exorcism                                                | 2024                  | Stati Uniti                      |
| Out Come the Wolves                                         | 2024                  | Canada                           |
| Last Straw                                                  | 2024                  | Stati Uniti                      |
| Get Away                                                    | 2025                  | Regno Unito                      |
| Red Rooms                                                   | 2025                  | Canada                           |
| Little Bites                                                | 2025                  | Stati Uniti                      |
| Bloody Axe Wound                                            | 2025                  | Stati Uniti                      |
| Starve Acre                                                 | 2025                  | Regno Unito                      |
| Ash                                                         | 2025                  | Stati Uniti                      |

## Prodotti originali
| Originali Shudder | Originali Shudder |
| Titolo            | Data di rilascio  |
| ----------------- | ----------------- |
| Primal Screen     | 8 giugno 2017     |
| The Core          | 16 novembre 2017  |
| MonsterVision     | 13 luglio 2018    |
| Revenge           | 13 settembre 2018 |
| Deadwax           | 15 novembre 2018  |
| Horror Noire      | 7 febbraio 2019   |
| The Ranger        | 9 maggio 2019     |
| Deadtectives      | 18 luglio 2019    |
| Gwen              | 16 agosto 2019    |
| Belzebuth         | 29 agosto 2019    |
| The Wrath         | 5 settembre 2019  |
| Creepshow         | 26 settembre 2019 |
| Cursed Films      | 2 aprile 2020     |
| Deadstream        | 6 ottobre 2022    |